# Huaca Cao Viejo
La Huaca Cao Viejo es un sitio arqueológico situado en el valle de Chicama, en el norte del Perú. Su principal construcción es una pirámide trunca perteneciente a la cultura moche (entre los siglos III y VII a. C.). Forma parte del Complejo Arqueológico El Brujo. Se destaca por sus coloridos murales en alto relieve; allí también se descubrió la tumba de la llamada Dama de Cao.

## Ubicación
Se halla a 6 km del pueblo de Magdalena de Cao, distrito de Magdalena de Cao, provincia de Ascope, departamento de La Libertad. Está frente al Océano Pacífico, en la margen derecha del río Chicama y a 60 km al norte de la ciudad de Trujillo. Forma parte del Complejo Arqueológico El Brujo, al que también pertenecen la Huaca Prieta y la Huaca Cortada. La Huaca Prieta es un montículo que data del precerámico, mientras que la Huaca Cortada pertenece también al periodo moche.

## Estudios
Desde el año 1990 el sitio es estudiado por el Proyecto Arqueológico Complejo El Brujo (PACEB) a cargo del arqueólogo Régulo Franco, con el auspicio de la Fundación Augusto N. Wiese, el Instituto de Cultura La Libertad y la Universidad Nacional de Trujillo. Hasta entonces, Cao Viejo era solo un montículo abandonado, que pronto fue cobrando valor, merced a los hallazgos arqueológicos que permitieron ampliar más los conocimientos sobre la cultura moche.

## Historia
La edificación de la huaca se inició hacia el año 200 de nuestra era. Debió ser un centro administrativo y ceremonial moche que controlaba el valle de Chicama. Fue abandonada hacia el año 650, poco antes de un fuerte fenómeno del Niño. Las lluvias torrenciales acabaron por devastar el monumento. Posteriormente, gente de la cultura lambayeque (siglo VIII al XIV) utilizaron una parte del complejo (la llamada plaza ceremonial) como cementerio.

## Descripción
La huaca es una pirámide trunca construida a base de adobe. Está compuesta de siete edificios superpuestos, construidos sucesivamente a lo largo de cinco siglos, siguiendo el ceremonial característico de las culturas costeñas peruanas: se enterrada la edificación antigua para elevar una nueva encima. Llegó a alcanzar una altura de 30 m. Su base cuadrangular mide aproximadamente 120 m por lado. Para acceder a la cima de la pirámide, había una larga rampa ubicada a un lado del edificio. 
Siguiendo el estilo de las construcciones moches, la pirámide forma parte de un conjunto: frente a ella se extiende una plaza ceremonial amurallada, a un lado de la cual está un anexo o plataforma larga. En una de sus esquinas de la plaza, colindando con uno de los extremos de la pirámide, se halla un pequeño recinto, al que se ha denominado Recinto Ceremonial, decorado con relieves. En la cima de la pirámide se halla también un patio ceremonial, un recinto ceremonial, una plataforma principal y un altar.

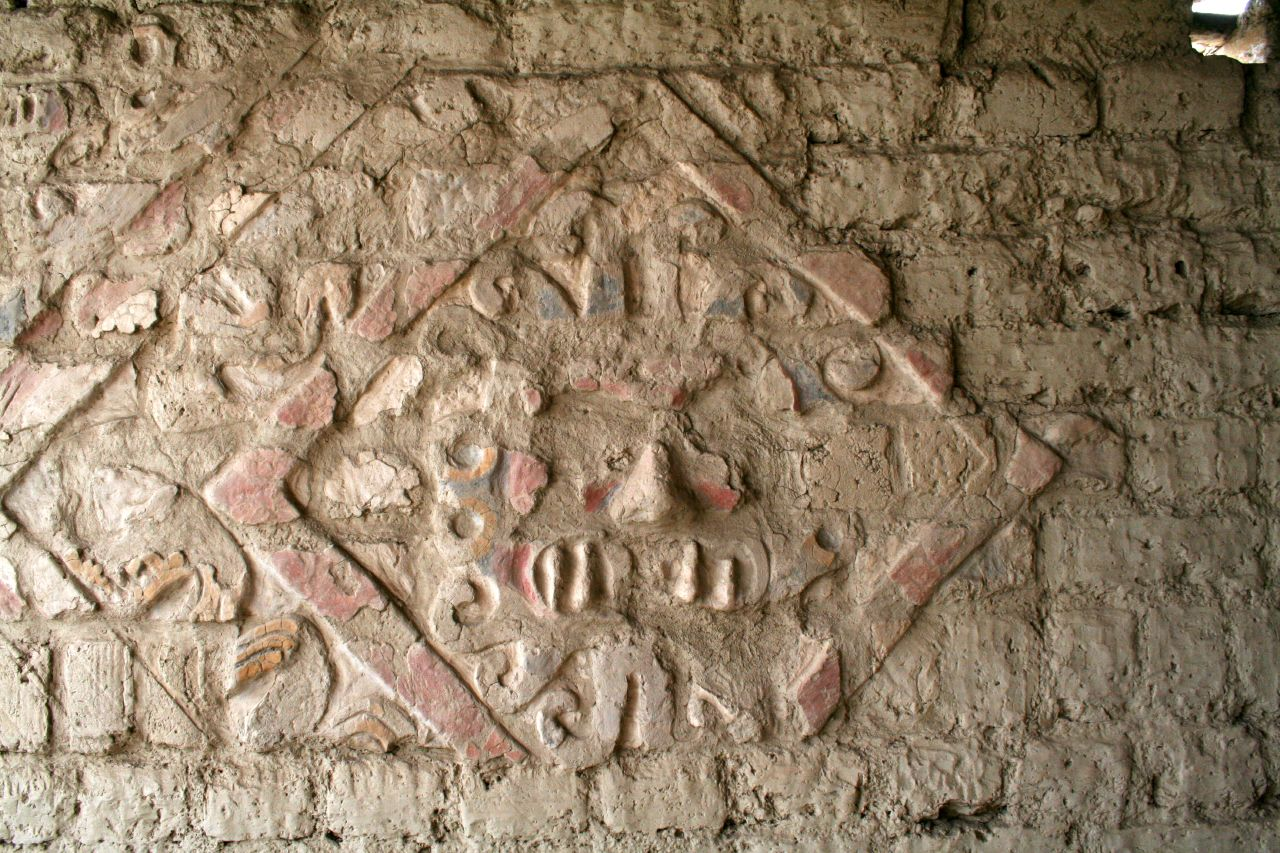
Mural en alto relieve que representa a la deidad moche Ai apaec.

Las paredes de la huaca están profusamente decoradas con relieves policromados que impactan tanto por su carácter monumental como por su dramatismo; han sido divididos en ocho conjuntos:
- Tema A: Motivos fantásticos.
- Tema B: Sacrificios humanos.
- Tema C: Ai apaec en forma de cangrejo.
- Tema D: Personajes asidos de la mano.
- Tema E: Grupo de figuras I y Grupo de figuras II.
- Tema F: Combatientes.
- Tema G y H: Guerreros y Desfile de cautivos.
- Tema I: Mascarones de Aia apaec.

## La Dama de Cao
El descubrimiento de la tumba de la Dama o Señora de Cao fue dado a conocer en el año 2006. Se hallaba en una plataforma intermedia de la pirámide y data aproximadamente del 400 d. C., unos 150 años después del apogeo del Señor de Sipán, otro personaje moche cuya tumba fue descubierta en 1987, en Huaca Rajada. 

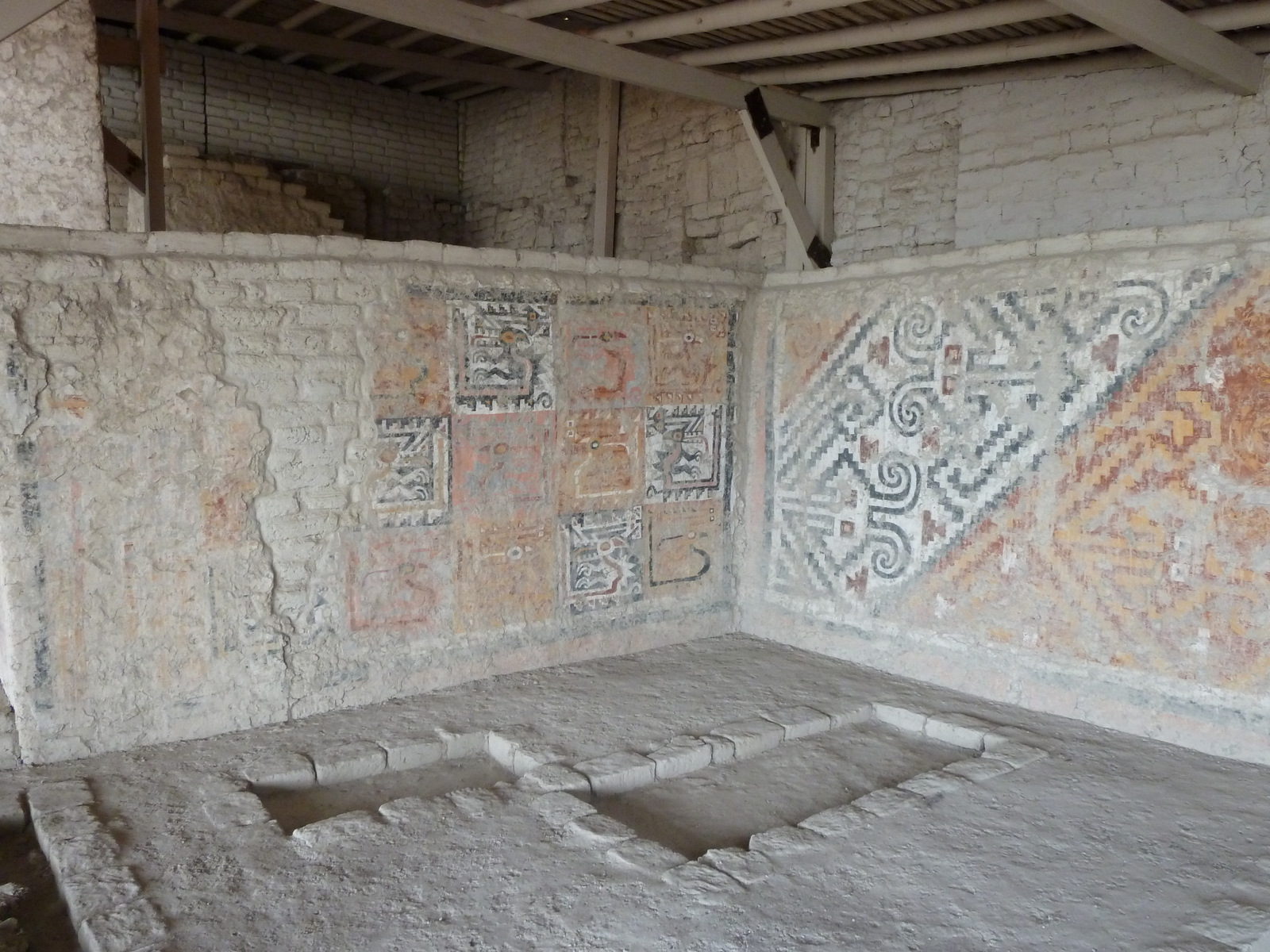
Pinturas murales polícromas en la tumba de la Señora de Cao.

La tumba cobijaba los restos momificados de una mujer de 1,45 metros de altura y entre los 20 y 25 años, cubiertos por 18 collares de oro, plata, lapislázuli, cuarzo y turquesa, treinta adornos de nariz de oro y plata, diademas y coronas de cobre dorado. En la tumba se encontraron también cetros de madera forrados de cobre, utilizados en las ceremonias como símbolos de poder y hegemonía, y diversas placas de metal sueltas que cubrían la mortaja de algodón natural. El cuerpo tiene tatuajes de diseños de serpientes y arañas, aún visibles, que representan la fertilidad de la tierra pero que también podrían indicar sus dotes como adivina.
Se trata sin duda de los restos de una gobernante moche que rigió en el valle del Chicama. En el lugar, se acondicionó una sala de exhibición especial para la momia, en un museo muy moderno.